# Takai-Olefinierung
Die Takai-Olefinierung oder Takai-Utimoto-Olefinierung ist eine organische Reaktion von Aldehyden mit Diorganochromverbindungen zur Synthese von Alkenen (Carbonyl-Olefinierung). Die Reaktion ist benannt nach ihrem Entdecker, dem japanischen Chemiker Kazuhiko Takai. Im Jahr 1986 publizierte er das erste Mal die Reaktion von Benzaldehyden mit Organochromverbindungen, welche aus Iodoform oder Bromoform mit Überschüssen an Chrom(II)-chlorid hergestellt werden. Es entstehen hauptsächlich (E)-Olefine, was diese Reaktion zu einer Alternative zur Wittig-Reaktion macht, welche in der Regel bedeutend unselektiver ist.

## Mechanismus
Für den Reaktionsmechanismus schlägt Takai eine oxidative Insertion des Chrom(II) in zwei Halogen-Kohlenstoff-Bindungen vor. Der geminale Carbanionenkomplex greift den Aldehyd nucleophil an und nach der Eliminierung wird das Olefin erhalten. In der Newman-Projektion ist zu erkennen, dass die sterisch anspruchsvollen Chromatome und der sterische Anspruch der Alkyl- und Halogenatome die Reaktion in Richtung einer anti-Eliminierung fördert.

## Weitere Entwicklung
In einer weiteren Publikation stellt Takai eine Olefinierung vor bei der keine Vinylhalogene, sondern die Alkylolefine, wie in der Wittig-Reaktion, als Produkt beschrieben werden. Hier wird das Chrom(II) mit einer Dihalogenalkyl-Verbindung umgesetzt.
Eine Chrom-freie Methylenierung wurde unter dem Namen Takai-Methylenierung bekannt. Diese Reaktion ist eine zinkorganische Reaktion die mit Hilfe von Blei(II)-chlorid katalysiert wird und ist mit dem Lombardo-Reagenz verwandt, siehe Takai-Lombardo-Reaktion.